# Farthinghoe
Farthinghoe is een civil parish in het bestuurlijke gebied South Northamptonshire, in het Engelse graafschap Northamptonshire met 413 inwoners.